# Bobby Durham
Bobby Durham, né le 3 février 1937 à Philadelphie et mort le 6 juillet 2008 à Gênes (Italie), est un musicien de jazz américain.

## Biographie
Né à Philadelphie en Pennsylvanie, Durham apprit à jouer de la batterie durant son enfance.
Après 1959, il joue avec King James et Stan Hunter. En 1960, il s'installe à New York où il joue avec Lloyd Price, Wild Bill Davis (en), Lionel Hampton, Count Basie, Slide Hampton, Grant Green, Sweets Edison, Tommy Flanagan, Jimmy Rowles et le Duke Ellington Orchestra pendant 5 ans. Il rencontre alors Al Grey. Il accompagne entre autres, Ella Fitzgerald.
Le 10 juin 2005, il joue en concert au Château de Thun avec Hazy Osterwald (vibraphone), Willy Bischoff (piano), Andries Gouw (saxophone et clarinette) et Doninique Molliat (bass).

## Discographie
- 1979 : Bobby Durham Trio/Gerald Price
- 2005 : Domani's Blues
- 2005 : For Lovers Only
- 2005 : We Three Plus Friends
- 2006 : Christmas Jazz